# Ibis šedokřídlý
Ibis šedokřídlý (Theristicus melanopis) je druh vodního ptáka z čeledi Ibisovití.
Vyskytuje se v Jižní Americe, a to ve dvou oddělených formách a regionech. Severní oblast zahrnuje Ekvádor, Peru a Bolívii, zejména vyšší podhorské oblasti And. Druhým regionem výskytu je jižní část Chile a Argentiny, tedy oblasti s nižší nadmořskou výškou. Právě v Chile se vyskytuje dokonce ve městech. Jinak jej lze nejčastěji spatřit v travnatých oblastech (pampy, pastviny) a mokřadech. Dle konkrétního místa se také liší podoba, resp. hnízda (skalní římsa, pahýly stromů).
Dosahuje délky 70 až 75 cm a váhy až 1,5 či 1,7 kg.
Nejčastěji žije v hejnech o počtu 12 jedinců. Při hnízdění jsou však hejna mnohem větší, navíc v koloniích s dalšími druhy ptáků.
Živí se bezobratlými (hmyzem, červy), žábami a malými hlodavci.

## Chov v zoo
V Evropě byl v létě 2019 tento druh chován v něco málo přes 20 zoo, patří tak k vzácně chovaným druhům. Chován je rovněž ve dvou českých zoo:
- Zoo Praha
- Zoo Zlín
- Zoo Ostrava

Na Slovensku je chován v Zoo Bojnice.

### Chov v Zoo Praha
V Zoo Praha je ibis šedokřídlý chován od roku 2016. V průběhu roku 2018 bylo odchováno jedno mládě, které se stalo vůbec prvním od tohoto druhu v historii zoo. Ibis šedokřídlý se tak v roce 2018 stal jedním ze čtyř druhů ptáků, u nichž se podařil prvoodchov pražské zoo. Na konci roku 2018 bylo chováno šest jedinců (dva samci, tři samice a zmíněné mládě). V červenci 2019 se vylíhlo jedno mládě.
Tento druh je k vidění v průchozí jihoamerické voliéře expozičního celku Ptačí mokřady v dolní části zoo.